# Lieven Ignace van de Sompele
Lieven Ignace van de Sompele (Brugge, 1665 – 21 januari 1743) ook Van den Sompele was bestuurder van de stad Brugge en rederijker.

## Familie
Lieven Van den Sompele senior (1634-1705) was de eerste van de familie die zich vanuit Gent in Brugge kwam vestigen en er eerste pensionaris en thesaurier werd van het Brugse Vrije. Hij trouwde met Marie-Catherine De Heere († 1676) en hertrouwde in 1677 met Jean-Thérèse D'Hooghe († 1707). Uit het eerste huwelijk had hij een dochter die ongehuwd bleef en Lieven Ignace van den Sompele.
Lieven-Ignace trouwde met Michelle-Catherine Imbert en in tweede huwelijk met Thérèse Feignaert. Uit het eerste huwelijk had hij vier kinderen:
- Charles van den Sompele, overleden in Gent in 1720
- Livinus van den Sompele, kanunnik van het kapittel van Sint-Salvators en overleden in Brugge in 1750
- Marie Van den Sompele die overleed in 1748
- Françoise van den Sompele (†1742), die trouwde met Pierre de la Villette, heer van Zuytcoote, pensionaris van de stad Brugge.

In september 1705 verkreeg Lieven sr een decreet van adelsbevestiging voor hemzelf en zijn nakomelingen, met erkenning van zijn familiewapen waarop twee sterren en een arend stonden afgebeeld en een wapenspreuk die luidde: 'Ortu sum scriptor et usu'. Hij was al in april van dat jaar overleden en toen men dat in Madrid met aanzienlijke vertraging vernam werd het decreet in 1716 nietig verklaard. Pas in 1726 slaagde Lieven-Ignace erin de oorspronkelijke beslissing te herstellen.

## Levensloop
Lieven-Ignace was raadslid in Brugge van 1689 tot 1699, en thesaurier van Brugge van 1699 tot 1706. In 1706 werd hij opnieuw raadslid maar in de loop van het jaar verving hij de ontslagnemende thesaurier Pieter Neyts. Verder was hij ook actief betrokken in verschillende gilden, meer bepaald bij de rederijkers. Daarnaast was hij ook 'syndic' of wereldlijke vader van het klooster van de minderbroeders in Brugge.
Op 15 januari 1698 werd hij met achttien van de zevenentwintig uitgebrachte stemmen verkozen tot hoofdman van de rederijkerskamer van De Heilige Geest, en bleef dit tot aan zijn dood, hetzij een termijn van vijfenveertig jaar. Hoewel de stad Brugge in 1686 een verbod had opgelegd voor blijde intrede-optochten en grootse optochten bij de inhuldiging van een nieuwe hoofdman, omdat deze aanleiding waren tot buitensporige uitgaven, werd Lieven van de Sompele toch op 26 juni 1698 plechtig onthaald. Hij werd in een kleine optocht begeleid naar de Predikherenkerk voor de officiële mis. Na de mis en het banket werd hij dan officieel naar huis begeleid. 
J.-P. van Maie noemde hem in zijn Ontleding ende verdediging vande Edele ende Redenrycke konste der Poëzye een ornament van de Parnassus, de Mecenas van zijn eeuw en de hersteller van de rederijkersgilde van de H. Geest. Na zijn inhuldiging liet hij de gildezeaal in de Poortersloge vernieuwen en meubileren. Hij schonk nieuwe stoelen, bankkussens en een 'deftig buffet' met alle toebehoorten.
Van den Sompele was een actief en veelgevraagd schrijver en dichter. Hij stond bekend voor zijn vloeiende en gemakkelijke taal en verzen. Zijn onderwerpen waren meestal ingegeven door de actualiteit. Zo schreef hij een gedicht bij de dood van Karel II. Hij werd ook vaak gevraagd om voor de inhuldiging van een hoofdman van een andere gilde een tekst te schrijven. 
Zo ook vroegen andere auteurs om een voorwoord of een bedanking te schrijven in de boeken die ze publiceerden.
Naast de rederijkerskamer van de Heilige Geest was hij ook lid van de Sint-Jorisgilde van de kruisboogschutters (1698) en van de  Sint-Sebastiaansgilde van de handboogschutters (1698). Beide lidmaatschappen waren uiteraard het gevolg van zijn verkiezing tot hoofdman van de rederijkersgilde. 
Hij zou ook voogd zijn geweest van het Sint-Jansziekenhuis, waar zijn portret nog zou hangen, alhoewel dit niet zeker is. In de inventaris van de portretten komt hij alvast niet voor.
Bij zijn overlijden werd door zijn confraters een 'Treurgezang' voorgedragen.

## Werken
- Treur-gesangh op het af-sterven van... Carel den II, Koningh van Spaenjen..., 1701
- Wonderheden des Alderhoogsten uyt-schynende in het Godtvruchtig Leven ende wondere Werken van... Pius V... in het getal der Heyligen gestelt den 22 Mei 1712, welchen eer-dagh zeer prachtelyck word geviert... den zevensten Mei, 1713.
- Ulisses herlevende in den seer edelen ende achtbaeren Heer Jr. Jan Charles Peellaert... op den eersten dagh van sijne pralende Inkomste als Proost van de Kamer der Drye Santinnen, 1699.
- Eneas deughden-spoor heldmoedig nae-gestapt door. ..J.-F. Stappens...hoofd-man van de oud-beroemde keyserlycke gilde der schermers {geseyt) hallebardiers, 1699.
- Amphionis Harp-slagh zoetelick beantwoord door des Eendrachts zoet ghezangh tot den edelen, Achtbaeren ende Heldthaftighen Heer Jr. M. A. Caselta op sijne zegen-praelende in-komste als Hooftman van de oud-beroemde koninghlicke gilde der Colveniers (gezeyt) Busse-schieters, 1711.
- Sonnet als voorwoord in: Nieuwen Nederlandschen Voorschriftboek door Andries Steven schoolmeester tot Cassel, 1715
- Eregalm als voorwoord in: Geestigheden der Vlaemsche Rhym-const, door J.-P. van Male.